# 貝爾納·李奧望遠鏡

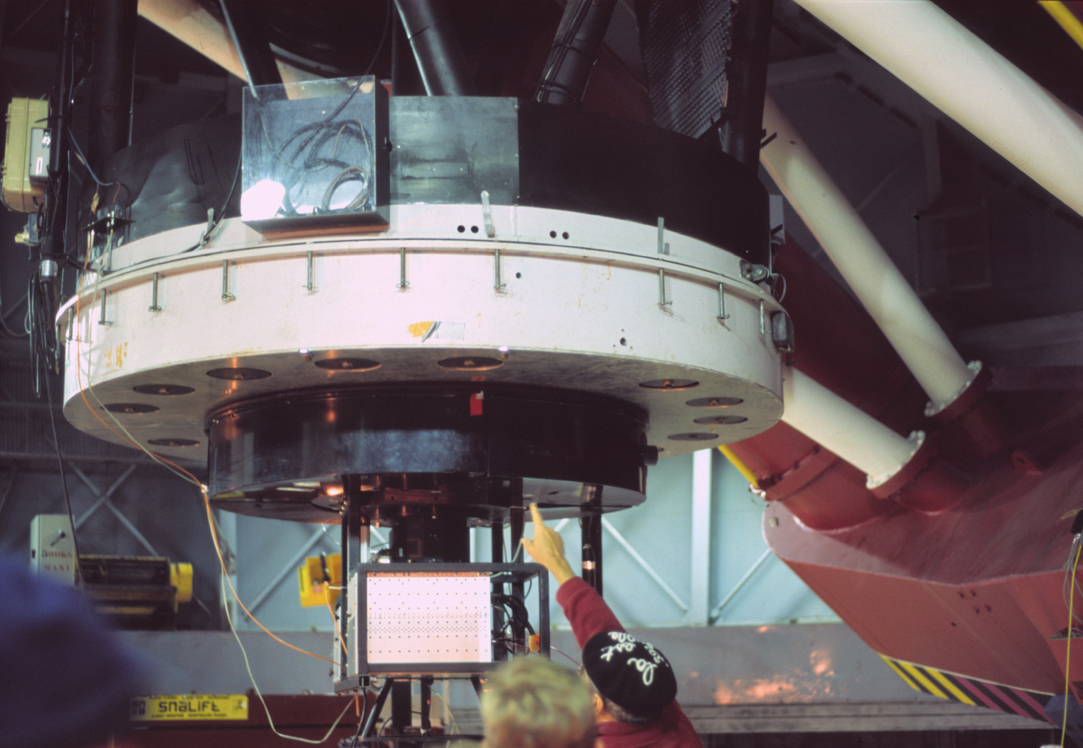
貝爾納·李奧望遠鏡面鏡下方。

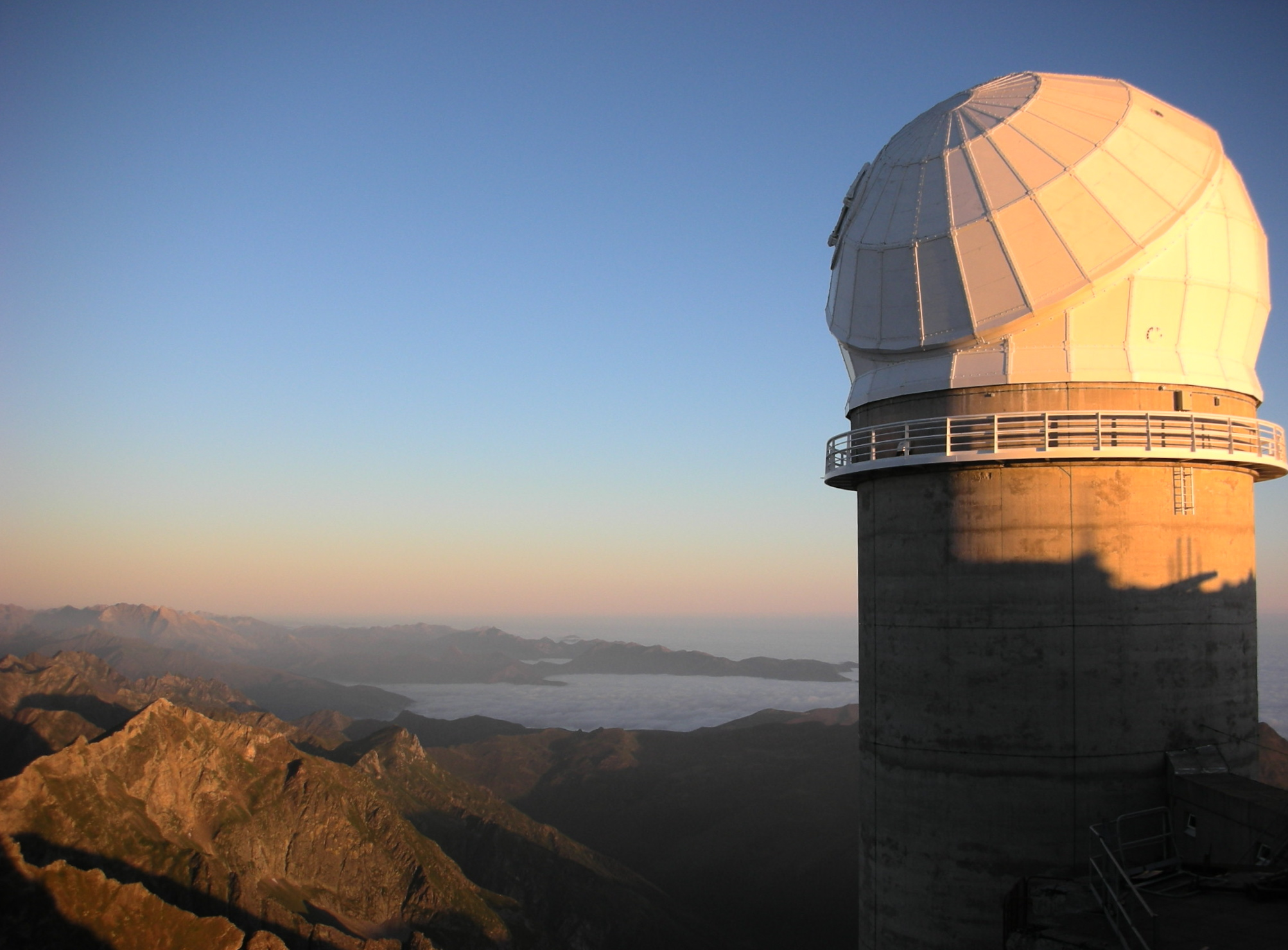
日出時的貝爾納·李奧望遠鏡。

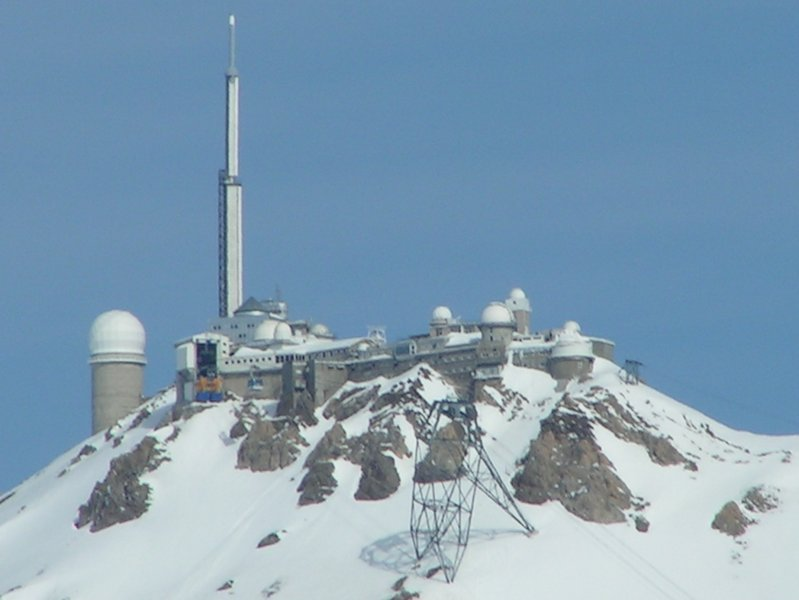
南日比戈爾峰天文台，貝爾納·李奧望遠鏡在左方遠處。

貝爾納·李奧望遠鏡（法語：Téléscope Bernard Lyot，TBL）是一個口徑2公尺的卡塞格林反射鏡式光學望遠鏡，1980年啟用。以日冕儀的發明者貝爾納·費迪南·李奧命名。

## 概要
該望遠鏡位於法國南方庇里牛斯山中段，海拔2877公尺的南日比戈爾峰，由南庇里牛斯天文台操作。2007年貝爾納·李奧望遠鏡啟用了階梯光柵分光偏振儀 NARVAL，該儀器使天文學家可用極高解析度觀測恆星磁場。

## 外部連結
- Bernard Lyot Telescope (UPS) （页面存档备份，存于）

42°54′47″N 0°11′48″W / 42.91306°N 0.19667°W